# Йохан Валентин Тишбайн
Йохан Валентин Тишбайн (на немски: Johann Valentin Tischbein; * 11 декември 1715 в манастир Хайна; † 24 април 1768 в Хилдбургхаузен) е германски художник от художническата фамилия Тишбайн от Хесен.
Той е син на майстора пекар Йохан Хайнрих Тишбайн (1682–1764). По-малъкият му брат е Йохан Хайнрих Тишбайн Стари.
През 1741 г. той е дворцов художник при графовете фон Солмс-Лаубах. От 1744 до 1747 или 1750 г. е дворцов художник на князете фон Хоенлое-Кирхберг в Кирхберг ан дер Ягст. Там се жени за пръв път за Маргарета Дифенбах. След това той отива в нидерланския Маастрихт и рисува девет портрета на военните управители в Маастрихт. Там през 1750 г. се ражда синът му Йохан Фридрих Август Тишбайн (1750–1812) и се мести в Хага.
Едва през 1764 г. той се връща обратно в Германия. Малко е театър-художник в Касел, след това е също дворцов художник на херцог Ернст Фридрих II фон Саксония-Хилдбургхаузен. През 1765 г. той се жени втори път за Елизабет Фауре.
Той умира на 52 години през 1768 г. в Хилдбургхаузен.
- Клод-Фредерик т'Серклаес фон Тили, ок. 1750
- Вилхелм VIII фон Хессен-Касел, ок. 1750
- Анна фон Хановер, 1753
- Ернст Фридрих III фон Саксония-Хилдбургхаузен, ок. 1765

1. ↑  500007224 //   1 ноември 2017 г. Посетен на 21 май 2021 г.
2. ↑  500007224 //   1 ноември 2017 г. Посетен на 22 май 2021 г.